# Cédric Bakambu
Cédric Bakambu, né le 11 avril 1991 à Vitry-sur-Seine (Val-de-Marne), est un footballeur international congolais qui évolue au poste d'avant-centre au Real Betis.

## Biographie

### Enfance et formation
Cédric Bakambu commence sa carrière de football à l'Entente Sportive Vitry, puis rejoint au bout d'un an l'US Ivry. C'est là que les recruteurs de plusieurs centres de formation de clubs professionnels le repèrent.
Le FC Sochaux-Montbéliard convainc ses parents en mettant en avant la qualité de l'enseignement scolaire auquel il aura accès. Il rejoint dès l'âge de quinze ans le centre de formation de Sochaux. Jeune joueur prometteur, il s'illustre en étant buteur lors de la finale de la Coupe Gambardella 2009-2010.[réf. nécessaire]

### Carrière en club

#### FC Sochaux-Montbéliard (2008-2014)
Après un Euro espoirs prometteur, Cédric Bakambu dispute son premier match de Ligue 1 avec le FC Sochaux lors de la première journée de la saison 2010-2011 contre Arles-Avignon le 7 août 2010. Il remplace alors Modibo Maïga à la 83e minute de jeu.
Il marque son premier but en L1 durant la saison 2011-2012 lors de la 6e journée contre Lille (2-2). Il marque son deuxième but en L1 contre Toulouse au Stade Bonal, sur une passe de Marvin Martin. Le Benfica Lisbonne est alors prêt à formuler une offre pour acquérir ses services, mais l’entraîneur de l'époque Francis Gillot ne veut pas laisser partir le jeune espoir sochalien en affirmant qu'il peut apporter à l’équipe. L'attaquant voit son temps de jeu augmenter au cours de cet exercice, bien que régulièrement remplaçant. Il termine la saison de Ligue 1 2011-2012 avec trois buts inscrits en 21 apparitions.
Profitant de la blessure de Sloan Privat, il fait un bon début de saison 2012-2013 en inscrivant deux doublés d'affilée contre Troyes en championnat (3-1) et Évian TG en Coupe de la Ligue (3-2), qualifiant pour les 8es de finale. Toutefois le 9 octobre, il subit une lésion à la cuisse droite. Il fait son retour dans le groupe sochalien pour affronter l'AS Nancy-Lorraine lors de la dixième journée de L1, mais ne rentre pas en jeu. Son retour sur les pelouses intervient finalement lors des 8es de finale de la Coupe de la Ligue contre l'AS Saint-Étienne. Il est titulaire, mais ne donne pas autant satisfaction qu'à son début de saison. Il reprend peu à peu un statut de titulaire en inscrivant des buts qui permettent à plusieurs reprises la victoire des siens, notamment face au Paris-SG ou à Lyon. L'entraîneur Éric Hély l'associe régulièrement à la recrue Giovanni Sio, avec lequel la combinaison est assez satisfaisante. Il termine la saison avec onze buts toutes compétitions confondues, dont huit en championnat.
En 2013-2014, il réalise un très bon début de saison en inscrivant six buts pour trois passes décisives en 19 matchs. Il est titulaire indispensable à la pointe de l'attaque sochalienne malgré les mauvais résultats du club, englué dans la zone de relégation. Il porte le statut du plus ancien de son équipe, à seulement 22 ans, ayant été formé au club. Lors du mercato d'hiver 2014, il fait part de ses envies d'ailleurs du fait des résultats du club franc-comtois. Plusieurs équipes européennes s'intéressent alors au profil de l'ex champion d'Europe U19, dont Rennes, Bordeaux, Newcastle, Watford et Hambourg. Finalement, il choisit de rester à Sochaux au moins jusqu'à la fin de la saison, qu'il finit avec sept buts en 31 apparitions en Ligue 1. Pour son dernier match, entré à la mi-temps dans la finale pour le maintien contre Evian, il est sorti quelques minutes plus tard par son entraîneur Hervé Renard, estimant qu'il est nonchalant.
Dans le viseur de plusieurs clubs européens dont Lille, FC Lorient, FC Metz, AS Saint-Étienne, Marseille, SC Fribourg, Crystal Palace ou encore Swansea City, il choisit contre toute attente de s'engager avec Bursaspor. Le 1er septembre 2014, dans les dernières heures du mercato, il s'engage avec le club de Turquie pour 1,8 million d'euros.

#### Bursaspor (2014-2015)

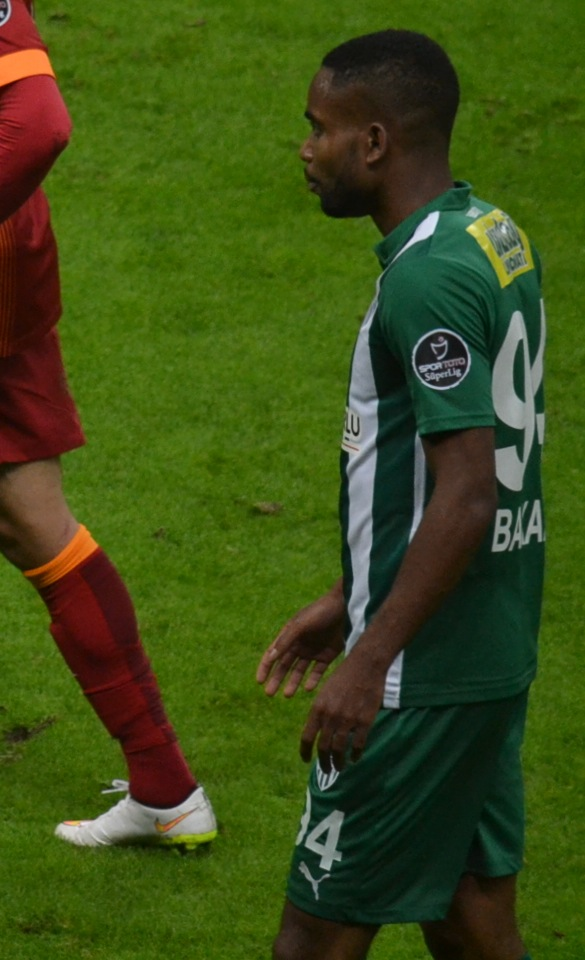
Cedric Bakambu à Bursaspor

Arborant le numéro 94 en référence à son département de naissance, Bakambu fait ses débuts avec Bursaspor en entrant à la 55e minute de jeu à Gençlerbirliği le 13 septembre lors de la deuxième journée de Spor Toto Süper Lig. Son équipe s'impose deux buts à un. Le 19 octobre, lors de la sixième journée du championnat turc, face à Eskişehirspor, il inscrit un doublé pour ses deux premiers buts avec sa nouvelle équipe, laquelle concède le nul en fin de match, 2-2. La semaine suivante, il inscrit un triplé face à Balıkesirspor lors de la victoire de sonéquipe 5-0 pour le compte de la septième journée de championnat.
Déjà adulé par les supporters du club, il ne fait qu'accroître leur liesse le mercredi suivant en Coupe de Turquie. Alors qu'il débute sur le banc car l’entraîneur souhaite le préserver, il rentre puis marque dans les arrêts de jeu et donne la victoire à son équipe (2-0). Bakambu porte à cet instant son compteur à six buts en autant de matchs. Régulier et premier atout offensif de son équipe, il conclut sa saison en ayant inscrit treize buts en 27 rencontres de championnat et huit réalisations en douze matchs de coupe.

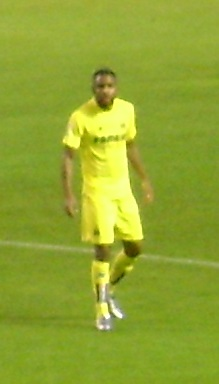
Bakambu sous le maillot de Villarreal en 2015.

#### Villarreal CF (2015-2018)
À la suite de sa saison réussie en Turquie, il rejoint l'Espagne et le Villarreal CF pour un contrat d'une durée de cinq ans. Il joue son premier match en entrant en jeu lors de la première journée contre le Real Bétis, match nul un but partout. Lors de la seconde journée, il entre en jeu contre l'Espanyol Barcelone à vingt-cinq minutes de la fin du match et marque un doublé qui offre la victoire à son équipe trois buts à un. Avec vingt-deux buts en cinquante rencontres toutes compétitions, il participe activement au parcours en Ligue Europa, notamment avec quatre doublés dont un huitième de finale aller contre le Bayer Leverkusen et deux en quart de finale à l'aller et au retour contre le Sparta Prague, étant ainsi co-meilleur buteur de la compétition à ce moment-là, avant que Villareal ne se voit éliminer par Liverpool en demi-finale. Bakambu forme avec Roberto Soldado, une redoutable attaque en championnat tout comme en compétition européenne, qui démontre une très bonne alchimie entre les deux joueurs.
La saison suivante est un peu plus compliquée, parvenant tout de même à trouver le chemin des filets onze fois en trente-quatre matchs toutes compétitions confondues, en juillet 2017, il prolonge son contrat jusqu'en 2022 avec Villarreal.
Dans les six premiers mois de la saison 2017-2018, il retrouve de l'efficacité marquant à quatorze reprises en vingt-et-une rencontres toutes compétitions confondues (dont huit buts sur les huit premières rencontres de Liga) soit plus que sur toute la saison précédente, un très bon début de saison poussant sur le banc l’expérimenté attaquant colombien Carlos Bacca venu le concurrencer ou l’obligeant à jouer sur l’aile.
Considéré comme un attaquant montant en puissance en Liga, marquant notamment contre des équipes comme le Real Madrid ou Barcelone puis étant également performant en Europe, il est pisté par plusieurs clubs anglais tels que Tottenham, West Ham ou encore Crystal Palace qui viennent aux nouvelles.

#### Beijing Guoan (2018-2021)
En janvier 2018, Bakambu rejoint le club chinois Beijing Guoan pour une somme avoisinant les 72 millions d'euros et devient le joueur africain le plus cher de l'histoire.[réf. souhaitée]
Le 11 mars 2018, Cédric Bakambu marque son premier but dès son second match pour son nouveau club face au Jiangsu Suning lors d'une victoire deux buts à un. Il marque ensuite dix buts en neuf matchs de championnat. Lors de sa première saison en Chine, il marque vingt-trois buts en vingt-huit matchs toutes compétitions confondues et remporte la Coupe de Chine avec un but lors du match aller et une passe décisive lors du match retour.
Fin-janvier 2020, alors qu'il s'apprête à disputer la Ligue des champions asiatique sous les ordres de Bruno Génésio, le joueur fait l'objet d'une offre du FC Barcelone qu'il s'apprête à parapher. Mais durant une escale de son voyage vers l'Espagne, Éric Abidal l'informe que son club se retire finalement du deal.
Il continue d’empiler les buts avec son club, devenant par la même occasion meilleur buteur de l’histoire de celui-ci avec 58 buts inscrits toutes compétitions confondues. Suscitant l’intérêt de plusieurs écuries en Europe et souhaitant donner un nouveau souffle a sa carrière, il ne prolonge pas son contrat se terminant en fin décembre 2021.

#### Olympique de Marseille (2022)
Le 13 janvier 2022, après quatre mois de non-compétition à la suite de l’arrêt de la saison en Chine, il rejoint l'Olympique de Marseille librement. Celui qui est surnommé « Bakagoal » paraphe un contrat de deux ans et demi pour un salaire estimé à 3 millions d’euros par an, ce qui ferait de lui l’un des joueurs les mieux payés du club et du championnat. Il fait des débuts de rêve avec Marseille le 22 janvier contre le RC Lens, match durant lequel il inscrit un but seulement deux minutes après son entrée en jeu,,.
Il participe à l’acquisition de la deuxième place en Ligue 1 dans le sprint final, marquant notamment le but du 4-0 face à Strasbourg lors de la dernière journée du championnat. N’entrant d’abord pas dans les plans de Jorge Sampaoli, puis du nouvel entraîneur fraîchement nommé durant l’été Igor Tudor, étant très peu titularisé et se contentant de quelques minutes de jeu, il ne parvient pas à convaincre les dirigeants de l’OM de prolonger l’aventure malgré son souhait de rester pour jouer la Ligue des champions avec le club. Début septembre, après être apparu lors des deux premières journées du championnat en distillant notamment une passe décisive, le club et le joueur décident d’un commun accord d’une résiliation de contrat après six mois de collaborations pour quatre buts en 24 apparitions sous le maillot marseillais.

#### Olympiakos (2022-2023)
Libéré de tout contrat, l'Olympiakos Le Pirée annonce sur son site officiel le 16 septembre, la signature du joueur lors de la dernière journée de mercato en Grèce pour une durée de trois ans, il disputera la Ligue Europa, et exprime vouloir découvrir un "nouveau challenge" en Grèce, en ajoutant que le club avait besoin d'un nouvel attaquant. C'est le deuxième transfert libre de sa carrière après sa venue à l'OM en quittant Beijing Guoan.
Il est titulaire pour la première fois contre Atromitos Athenes, marque son premier but sur pénalty à la 47e minute puis un doublé en seconde mi-temps, et réalise un très bon début de saison faisant rapidement oublier son passage en dents de scie à Marseille.

#### Galatasaray SK (2023-2024)
Un mois après avoir rejoint Al Nasr SC, l'international congolais quitte le Golfe pour s'engager avec le club turc de Galatasaray. Il y signe pour un contrat jusqu'en juin 2025 avec une indemnité de transfert évaluée à 700 000 euros.
Cédric Bakambu fait sa première apparition pour sa nouvelle équipe le 2 août 2023, à l'occasion du deuxième tour de qualification de la Ligue des champions face au club lituanien du FK Žalgiris Vilnius. Galatasaray remporte la partie sur le score de 1-0. Il inscrit son premier but sous les couleurs de Galatasaray  le 8 novembre suivant, lors de la rencontre de phase de groupe face au Bayern Munich, qui voit les allemands remporter le match 2-1.

#### Real Betis (depuis 2024)
Le 2 février 2024, lors des dernières heures du mercato hivernal, le Real Betis annonce l'arrivée de Cédric Bakambu contre une indemnité estimée entre trois et cinq millions d'euros avec des bonus pouvant atteindre cinq millions supplémentaires. Le joueur dispose d'un contrat jusqu'en juin 2026. Trois mois plus tard, il se blesse au tendon du muscle droit fémoral droit, ce qui été traité par chirurgie et lui vaut une absence estimée entre quatre et cinq mois. Il retrouve une place dans le groupe du Betis à la mi-septembre.
Ainsi, Cédric Bakambu n’a participé qu’à 5 matchs. Le joueur congolais, dont la valeur est estimée à 2,5 millions d’euros, suscite l’intérêt de clubs en Arabie Saoudite et aux Émirats Arabes Unis.

### Carrière internationale

#### Équipes de France jeunes
L'équipe de France des moins de 19 ans devient championne d'Europe le 30 juillet 2010 en battant l'Espagne (2-1). Titularisé pour cette finale après son but victorieux contre l'équipe de Croatie (en) en demi-finale (2-1), Cédric Bakambu s'illustre également par un doublé contre les Pays-Bas lors du premier tour.[réf. nécessaire]
Le sélectionneur des moins de 20 ans, Francis Smerecki, le présente comme « un attaquant axial qui peut jouer sur un côté à condition de comprendre que, dans un couloir, il faut travailler, se bouger les fesses ».[réf. nécessaire]
Début octobre 2012, il subit une lésion à la cuisse droite avec le FC Sochaux. Cette blessure contraint l'attaquant franc-comtois à déclarer forfait pour le barrage qualificatif de l'Euro espoirs 2013 contre la Norvège.[réf. nécessaire]

#### Avec la République démocratique du Congo
En mars 2015, Bakambu est convoqué par l'équipe nationale de la République démocratique du Congo pour prendre part a un stage à Dubaï. À la suite d'une blessure, Bakambu ne peut honorer sa première sélection.
Le 5 juin 2016 lors du match Madagascar - RD Congo, comptant pour la cinquième journée des éliminatoires de la CAN 2017, il inscrit un doublé. La République démocratique du Congo l'emporte très largement sur le score de (1-6). L'année suivante, Bakambu participe à sa première compétition internationale lors de la Coupe d'Afrique des nations 2017 où les Léopards atteindront les quarts-de-finales.
Le 10 juin 2017 lors du derby face au Congo pour la première journée des éliminatoires de la CAN 2019, il porte son équipe et marque deux buts. La rencontre se termine par le score de 3-1. En septembre 2017 lors de la troisième journée des éliminatoires de la Coupe du monde 2018, Bakambu inscrit un but contre la Tunisie mais malheureusement son équipe perd 2-1. En octobre 2017, il inscrit un nouveau but contre la Libye, comptant pour la cinquième journée des éliminatoires de la Coupe du monde 2018.
Le 24 mars 2019, lors de la dernière journée des éliminatoires de la CAN, il inscrit l'unique but contre le Libéria, ce qui permet à la République démocratique du Congo de se qualifier pour la CAN 2019. Il est retenu par Florent Ibenge pour disputer la Coupe d'Afrique des nations 2019. Le 30 juin 2019 lors de la troisième journée, il inscrit un doublé face au Zimbabwe. Lors des 8es de finale il inscrit un but contre Madagascar mais son équipe est éliminée après avoir perdu aux tirs au but. Il termine la CAN avec trois réalisations.
À la suite de cette élimination précoce il déclare penser qu'il est temps de changer de sélectionneur et dirigeants au sein de la Fecofa. On apprend aussi qu'étant devenu un cadre si important au sein de la sélection, il a été chargé d'attirer des binationaux au sein de la sélection comme Arthur Masuaku, Gaël Kakuta ou Giannelli Imbula car le sélectionneur n'avait plus le temps.
Le 1er avril 2022, l’attaquant prend sa retraite en équipe nationale de la République démocratique du Congo. C’est l’athlète lui-même qui annonce cette nouvelle sur ses réseaux sociaux, soit trois jours après l’élimination des Léopards à l'étape des barrages de la Coupe du monde 2022.
Le 8 mars 2023, il est sélectionné par le nouveau technicien français Sébastien Desabre pour les éliminatoires de la Coupe d’Afrique des nations 2023 en Côte d’Ivoire. Il accepte la convocation et souligne sa volonté de donner les armes nécessaires au technicien français qui le défini comme indispensable afin de mener à bien son projet. Il fait son grand retour en sélection, à l'occasion de la double confrontation contre la Mauritanie. Il y connait une situation très mitigée. En effet, il marque aussi bien lors du match aller (victoire 3-1)que lors du match retour (nul 1-1), mais prend un carton rouge lors du second match pour un supposé contact avec le gardien mauritanien Babacar Niasse. Il est donc suspendu pour le match suivant face au Gabon. Son exclusion créé une vive polémique, relançant les soupçons de corruption et d'incompétence au sein de l'arbitrage africain.
Le 27 décembre 2023, il est retenu dans la liste des vingt-quatre joueurs congolais sélectionnés par Sébastien Desabre pour disputer la Coupe d'Afrique des nations 2023.

## Statistiques
| Saison                | Club                   | Championnat           | Championnat | Championnat | Championnat | Coupe nationale | Coupe nationale | Coupe nationale | Coupe de la Ligue | Coupe de la Ligue | Coupe de la Ligue | Compétition(s) continentale(s) | Compétition(s) continentale(s) | Compétition(s) continentale(s) | Compétition(s) continentale(s) | Play-offs | Play-offs | Play-offs | Autres compétitions | Autres compétitions | Autres compétitions | Autres compétitions | Total | Total | Total |
| Saison                | Club                   | Division              | M.          | B.          | P.d.        | M.              | B.              | P.d.            | M.                | B.                | P.d.              | Comp.                          | M.                             | B.                             | P.d.                           | M.        | B.        | P.d.      | Comp.               | M.                  | B.                  | P.d.                | M.    | B.    | P.d.  |
| 2010-2011             | FC Sochaux-Montbéliard | Ligue 1               | 9           | 0           | 0           | 2               | 0               | 0               | -                 | -                 | -                 | -                              | -                              | -                              | -                              | -         | -         | -         | -                   | -                   | -                   | -                   | 11    | 0     | 0     |
| 2011-2012             | FC Sochaux-Montbéliard | Ligue 1               | 21          | 3           | 0           | 1               | 0               | 0               | 1                 | 0                 | 0                 | -                              | -                              | -                              | -                              | -         | -         | -         | -                   | -                   | -                   | -                   | 23    | 3     | 0     |
| 2012-2013             | FC Sochaux-Montbéliard | Ligue 1               | 33          | 8           | 1           | 3               | 1               | 0               | 2                 | 2                 | 0                 | -                              | -                              | -                              | -                              | -         | -         | -         | -                   | -                   | -                   | -                   | 38    | 11    | 1     |
| 2013-2014             | FC Sochaux-Montbéliard | Ligue 1               | 31          | 7           | 2           | 2               | 0               | 0               | 2                 | 0                 | 0                 | -                              | -                              | -                              | -                              | -         | -         | -         | -                   | -                   | -                   | -                   | 35    | 7     | 2     |
| Sous-total            | Sous-total             | Sous-total            | 94          | 18          | 3           | 8               | 1               | 0               | 5                 | 2                 | 0                 | -                              | -                              | -                              | -                              | -         | -         | -         | -                   | -                   | -                   | -                   | 107   | 21    | 3     |
| 2014-2015             | Bursaspor              | Süper Lig             | 27          | 13          | 5           | 12              | 8               | 2               | -                 | -                 | -                 | -                              | -                              | -                              | -                              | -         | -         | -         | -                   | -                   | -                   | -                   | 39    | 21    | 7     |
| 2015                  | Bursaspor              | Süper Lig             | -           | -           | -           | 1               | 0               | 0               | -                 | -                 | -                 | -                              | -                              | -                              | -                              | -         | -         | -         | -                   | -                   | -                   | -                   | 1     | 0     | 0     |
| Sous-total            | Sous-total             | Sous-total            | 27          | 13          | 4           | 13              | 8               | 2               | -                 | -                 | -                 | -                              | -                              | -                              | -                              | -         | -         | -         | -                   | -                   | -                   | -                   | 40    | 21    | 6     |
| 2015-2016             | Villarreal CF          | Liga                  | 34          | 12          | 3           | 3               | 1               | 0               | -                 | -                 | -                 | C3                             | 13                             | 9                              | 0                              | -         | -         | -         | -                   | -                   | -                   | -                   | 50    | 22    | 3     |
| 2016-2017             | Villarreal CF          | Liga                  | 26          | 10          | 2           | 1               | 1               | 0               | -                 | -                 | -                 | C3                             | 7                              | 0                              | 0                              | -         | -         | -         | -                   | -                   | -                   | -                   | 34    | 11    | 2     |
| 2017-2018             | Villarreal CF          | Liga                  | 15          | 9           | 0           | 1               | 2               | 0               | -                 | -                 | -                 | C3                             | 5                              | 3                              | 0                              | -         | -         | -         | -                   | -                   | -                   | -                   | 21    | 14    | 0     |
| Sous-total            | Sous-total             | Sous-total            | 75          | 31          | 5           | 5               | 4               | 0               | -                 | -                 | -                 | -                              | 25                             | 12                             | 0                              | -         | -         | -         | -                   | -                   | -                   | -                   | 105   | 47    | 5     |
| 2018                  | Beijing Guoan          | CSL                   | 23          | 19          | 6           | 5               | 4               | 1               | -                 | -                 | -                 | -                              | -                              | -                              | -                              | -         | -         | -         | -                   | -                   | -                   | -                   | 28    | 23    | 7     |
| 2019                  | Beijing Guoan          | CSL                   | 16          | 10          | 7           | 3               | 3               | 0               | 1                 | 0                 | 0                 | AFC                            | 6                              | 3                              | 0                              | -         | -         | -         | -                   | -                   | -                   | -                   | 26    | 16    | 7     |
| 2020                  | Beijing Guoan          | CSL                   | 19          | 14          | 6           | -               | -               | -               | -                 | -                 | -                 | AFC                            | 1                              | 0                              | 0                              | -         | -         | -         | -                   | -                   | -                   | -                   | 20    | 14    | 6     |
| 2021                  | Beijing Guoan          | CSL                   | 13          | 5           | 1           | -               | -               | -               | -                 | -                 | -                 | AFC                            | -                              | -                              | -                              | -         | -         | -         | -                   | -                   | -                   | -                   | 13    | 5     | 1     |
| Sous-total            | Sous-total             | Sous-total            | 71          | 48          | 20          | 8               | 7               | 1               | 1                 | 0                 | 0                 | -                              | 7                              | 3                              | 0                              | -         | -         | -         | -                   | -                   | -                   | -                   | 87    | 58    | 21    |
| 2021-2022             | Olympique de Marseille | Ligue 1               | 12          | 4           | 0           | 2               | 0               | 0               | -                 | -                 | -                 | C4                             | 7                              | 0                              | 1                              | -         | -         | -         | -                   | -                   | -                   | -                   | 21    | 4     | 1     |
| 2022-2023             | Olympique de Marseille | Ligue 1               | 3           | 0           | 1           | -               | -               | -               | -                 | -                 | -                 | C1                             | -                              | -                              | -                              | -         | -         | -         | -                   | -                   | -                   | -                   | 3     | 0     | 1     |
| Sous-total            | Sous-total             | Sous-total            | 15          | 4           | 1           | 2               | 0               | 0               | 0                 | 0                 | 0                 | -                              | 7                              | 0                              | 1                              | -         | -         | -         | -                   | -                   | -                   | -                   | 24    | 4     | 2     |
| 2022-2023             | Olympiakos             | Super ligue 1         | 22          | 13          | 2           | 5               | 0               | 1               | -                 | -                 | -                 | C3                             | -                              | -                              | -                              | 10        | 5         | -         | -                   | -                   | -                   | -                   | 37    | 18    | 3     |
| Sous-total            | Sous-total             | Sous-total            | 22          | 13          | 2           | 5               | 0               | 1               | -                 | -                 | -                 | -                              | -                              | -                              | -                              | 10        | 5         | -         | -                   | -                   | -                   | -                   | 37    | 18    | 3     |
| 2023-2024             | Al Nasr SC             | UAE Pro League        | -           | -           | -           | -               | -               | -               | -                 | -                 | -                 | -                              | -                              | -                              | -                              | -         | -         | -         | -                   | -                   | -                   | -                   | 0     | 0     | 0     |
| Sous-total            | Sous-total             | Sous-total            | 0           | 0           | 0           | 0               | 0               | 0               | -                 | -                 | -                 | -                              | -                              | -                              | -                              | 0         | 0         | -         | -                   | -                   | -                   | -                   | 0     | 0     | 0     |
| 2023-2024             | Galatasaray SK         | Süper Lig             | 10          | 1           | 0           | 0               | -               | -               | -                 | -                 | -                 | C1                             | 6                              | 1                              | 0                              | -         | -         | -         | -                   | -                   | -                   | -                   | 16    | 2     | 0     |
| Sous-total            | Sous-total             | Sous-total            | 10          | 1           | 0           | 0               | 0               | 0               | -                 | -                 | -                 | -                              | 6                              | 1                              | 0                              | 0         | 0         | -         | -                   | -                   | -                   | -                   | 16    | 2     | 0     |
| 2023-2024             | Bétis Séville          | Liga                  | 4           | 0           | 0           | 0               | 0               | 0               | -                 | -                 | -                 | C4                             | 1                              | 1                              | 0                              | -         | -         | -         | -                   | -                   | -                   | -                   | 5     | 1     | 0     |
| 2024-2025             | Bétis Séville          | Liga                  | 25          | 2           | 2           | 3               | 1               | 0               | -                 | -                 | -                 | C4                             | 14                             | 7                              | 2                              | -         | -         | -         | -                   | -                   | -                   | -                   | 42    | 10    | 4     |
| 2025-2026             | Bétis Séville          | Liga                  | 1           | 0           | 0           | -               | -               | -               | -                 | -                 | -                 | -                              | -                              | -                              | -                              | -         | -         | -         | -                   | -                   | -                   | -                   | 1     | 0     | 0     |
| Sous-total            | Sous-total             | Sous-total            | 30          | 2           | 2           | 3               | 1               | 0               | -                 | -                 | -                 | -                              | 15                             | 8                              | 2                              | -         | -         | -         | -                   | -                   | -                   | -                   | 48    | 11    | 4     |
| Total sur la carrière | Total sur la carrière  | Total sur la carrière | 344         | 130         | 38          | 44              | 21              | 4               | 6                 | 2                 | 0                 | -                              | 60                             | 24                             | 3                              | 10        | 5         | -         | -                   | 0                   | 0                   | 0                   | 464   | 182   | 45    |

### En équipe nationale
| Saison                | Sélection             | Phases finales                    | Phases finales | Phases finales | Phases finales | Éliminatoires CDM | Éliminatoires CDM | Éliminatoires CDM | Éliminatoires CAN | Éliminatoires CAN | Éliminatoires CAN | Matchs amicaux | Matchs amicaux | Matchs amicaux | Total | Total | Total |
| Saison                | Sélection             | Compétition                       | M              | B              | Pd             | M                 | B                 | Pd                | M                 | B                 | Pd                | M              | B              | Pd             | M     | B     | Pd    |
| --------------------- | --------------------- | --------------------------------- | -------------- | -------------- | -------------- | ----------------- | ----------------- | ----------------- | ----------------- | ----------------- | ----------------- | -------------- | -------------- | -------------- | ----- | ----- | ----- |
| 2014-2015             | RD Congo              | Coupe d'Afrique des nations 2015  | -              | -              | -              | -                 | -                 | -                 | -                 | -                 | -                 | 1              | 0              | 0              | 1     | 0     | 0     |
| 2015-2016             | RD Congo              | -                                 | -              | -              | -              | 2                 | 0                 | 0                 | 4                 | 3                 | 0                 | 1              | 0              | 0              | 7     | 3     | 0     |
| 2016-2017             | RD Congo              | Coupe d'Afrique des nations 2017  | 2              | 0              | 0              | 1                 | 0                 | 0                 | 1                 | 2                 | 0                 | -              | -              | -              | 4     | 2     | 0     |
| 2017-2018             | RD Congo              | -                                 | -              | -              | -              | 3                 | 2                 | 0                 | -                 | -                 | -                 | -              | -              | -              | 3     | 2     | 0     |
| 2018-2019             | RD Congo              | Coupe d'Afrique des nations 2019  | 4              | 3              | 0              | -                 | -                 | -                 | 3                 | 1                 | 0                 | 3              | 0              | 0              | 10    | 4     | 0     |
| 2019-2020             | RD Congo              | -                                 | -              | -              | -              | -                 | -                 | -                 | 2                 | 1                 | 0                 | 2              | 1              | 0              | 4     | 2     | 0     |
| 2020-2021             | RD Congo              | -                                 | -              | -              | -              | -                 | -                 | -                 | 2                 | 0                 | 0                 | 1              | 0              | 0              | 3     | 0     | 0     |
| 2021-2022             | RD Congo              | -                                 | -              | -              | -              | 8                 | 0                 | 2                 | -                 | -                 | -                 | -              | -              | -              | 8     | 0     | 2     |
| 2022-2023             | RD Congo              | -                                 | -              | -              | -              | 2                 | -                 | -                 | 2                 | 2                 | 0                 | -              | -              | -              | 4     | 2     | 0     |
| 2023-2024             | RD Congo              | Coupe d'Afrique des nations 2024- | 7              | -              | 1              | -                 | -                 | -                 | 1                 | 0                 | 0                 | 3              | 1              | -              | 11    | 1     | 1     |
| 2024-2025             | RD Congo              | -                                 | -              | -              | -              | 2                 | 0                 | 0                 | -                 | -                 | -                 | 1              | 0              | 0              | 3     | 0     | 0     |
| Total sur la carrière | Total sur la carrière | Total sur la carrière             | 13             | 3              | 1              | 18                | 2                 | 2                 | 15                | 9                 | 0                 | 12             | 2              | 0              | 58    | 16    | 3     |

## Palmarès

### En club
| Beijing Guoan (1) :                 | Olympique de Marseille (0) :     | Galatasaray SK (1) :          | Real Betis (0) :                      |
| ----------------------------------- | -------------------------------- | ----------------------------- | ------------------------------------- |
| - Coupe de Chine - Vainqueur : 2018 | - Ligue 1 - Vice-champion : 2022 | - SuperLig - Vainqueur : 2024 | - Ligue Conférence - Finaliste : 2025 |

### En équipe nationale
| l'équipe de France des moins de 19 ans (1) : |
| -------------------------------------------- |
| - Championnat d'Europe - Vainqueur : en 2010 |

## Distinctions individuelles
- Meilleur buteur du championnat de Chine en 2020
- Meilleur buteur du championnat de Grèce en 2023
- Meilleur buteur coupe de Turquie en 2015